# Sosnowe (przystanek kolejowy)
Sosnowe – przystanek kolejowy w Albinowie, w województwie mazowieckim, w Polsce.

## Ruch pasażerski[1]
| Rok  | Wymiana pasażerska na dobę |
| ---- | -------------------------- |
| 2017 | 300-499                    |
| 2018 | 200-299                    |
| 2019 | 300-499                    |
| 2020 | 300-499                    |
| 2021 | 300-499                    |
| 2022 | 300-499                    |
| 2023 | 300-499                    |

## Połączenia bezpośrednie
Na przystanku zatrzymują się wyłącznie pociągi osobowe.
- Warszawa Zachodnia
- Siedlce
- Łuków